# Отасилиу-Коста
Отасилиу-Коста (порт. Otacílio Costa)  —  город и муниципалитет в Бразилии, входит в штат Санта-Катарина. Составная часть мезорегиона Серрана. Входит в экономико-статистический  микрорегион Кампус-ди-Лажис. Население составляет 15 693 человека на 2008 год. Занимает площадь 924,2 км². Плотность населения — 17,7 чел./км².

## История
Город основан 10 мая 1982 года. 

## Статистика
- Валовой внутренний продукт на 2003 составляет 295.504.373,00 реалов (данные: Бразильский институт географии и статистики).
- Валовой внутренний продукт на душу населения на 2003 составляет 20.361,36 реалов (данные: Бразильский институт географии и статистики).
- Индекс развития человеческого потенциала на 2000 составляет 0,804 (данные: Программа развития ООН).